# Givry (Quévy)
Pour les articles homonymes, voir Givry.
Givry est une section de la commune belge de Quévy, située en Région wallonne dans la province de Hainaut et contre la frontière franco-belge au carrefour des routes de Mons-Beaumont et Malplaquet-Binche.

## Géographie
La surface du village, de forme plus ou moins rectangulaire, couvre environ 1 432 hectares et son périmètre géographique mesure 21,300 km.
Le village est traversé par la Trouille (un affluent de la Haine), qui venant de France via Rouveroy, pénètre à Givry par le bois d'Avau. Entrée à l'altitude de 85 mètres, elle ressort 6,6 kilomètres plus loin à une hauteur de 49 mètres au point le plus bas du village. Elle passe alors sur le territoire d'Harmignies après avoir subi dans sa traversée de Givry, une dénivellation de 36 mètres, soit une pente moyenne d'environ 5,50 mètres au kilomètre.
Les 3 principales voies de communication sont :
- la chaussée Brunehaut qui traverse Givry d'est en ouest sur 4 kilomètres. Elle est antérieure à la conquête romaine et a joué un rôle très important dans l'histoire du village ;
- la route nationale Mons-Beaumont ;
- la route provinciale Givry-Paturages.

## Évolution démographique
- Sources : INS, Rem. : 1831 jusqu'en 1970 = recensements, 1976 = nombre d'habitants au 31 décembre.

## Histoire
Ce village est cité à tort par plusieurs auteurs[réf. nécessaire] au nombre des alleux les plus importants que l'abbaye de Hautmont reçut de son fondateur, saint Vincent, car une charte, de l'an 1015, de Regnier[réf. nécessaire], évêque de Liège, fait connaître que l'alleu de Givry appartenait, par suite de don à l'abbaye de Hautmont, en échange d'autres biens ; celle-ci avait la collation de la cure.
Givry fut brûlé en 1185 par les troupes de l'archevêque de Cologne et du duc du Brabant. Au XVIIe siècle, il fut le théâtre de plusieurs rencontres entre les Français et les Impériaux.
Le 21 mai 1692, Louis XIV y passa en revue l'armée que commandait le maréchal de Luxembourg, armée qui bivouaqua dans un camp élevé à l'ouest de la commune.
Pendant la période Romaine, Givry était un point de passage entre les deux centres importants qu’étaient Vogdariacum (Waudrez) et Bagacum (Bavay). Cette dernière cité était un nœud essentiel de communication d’où partaient sept chaussées dans toutes les directions.

## Patrimoine et culture

### Bâtiments remarquables

#### L'église Saint-Martin
L’église, dédiée à saint Martin, date de diverses époques. La nef ogivale, qui est la partie la plus ancienne, a été construite en 1556 et offre une belle charpente apparente ; le reste de l’édifice date de 1719. En 1943, l’église était toujours entourée de son cimetière (IRPA).

## Galerie

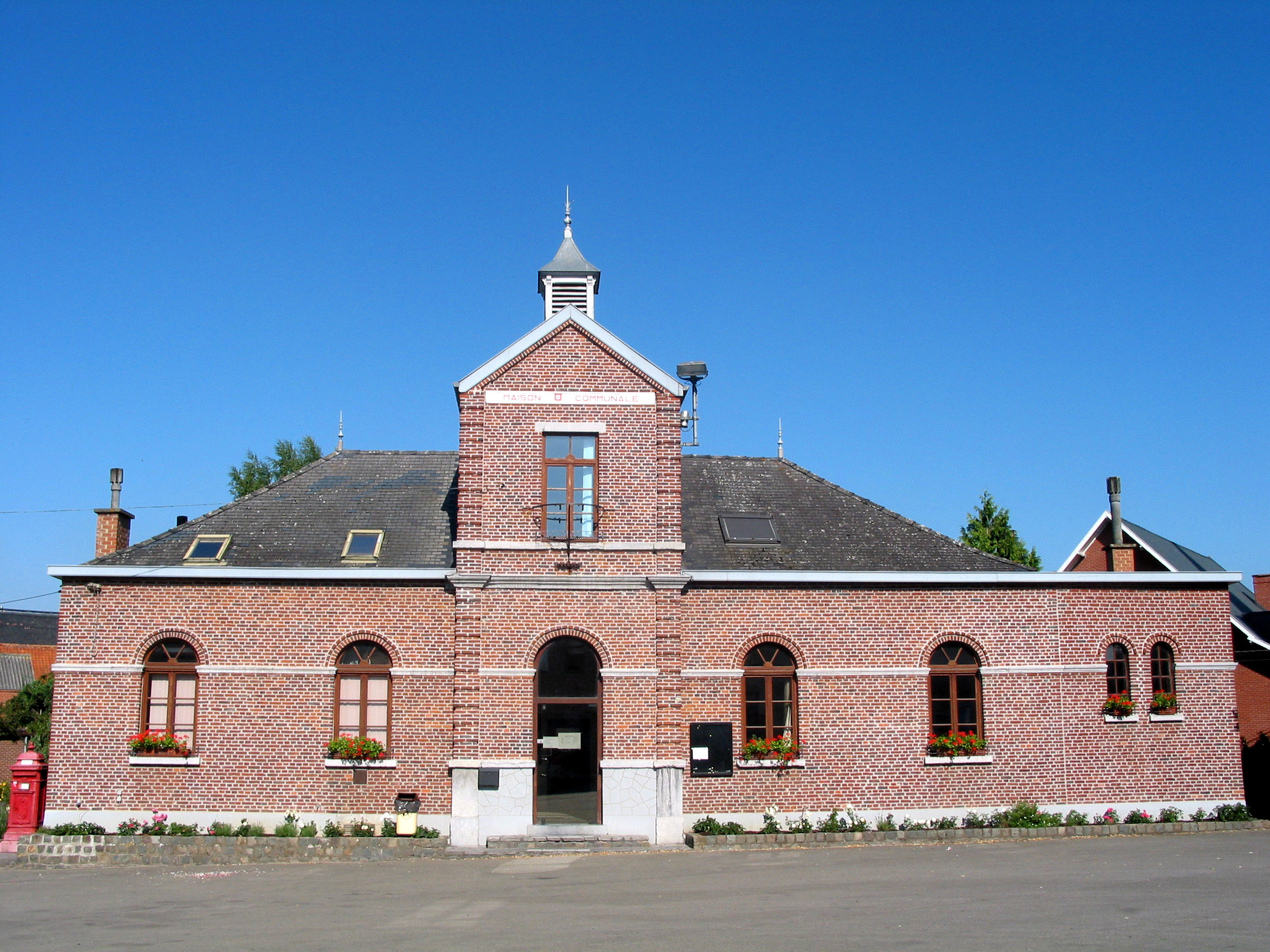
La maison communale de Quévy, à Givry.
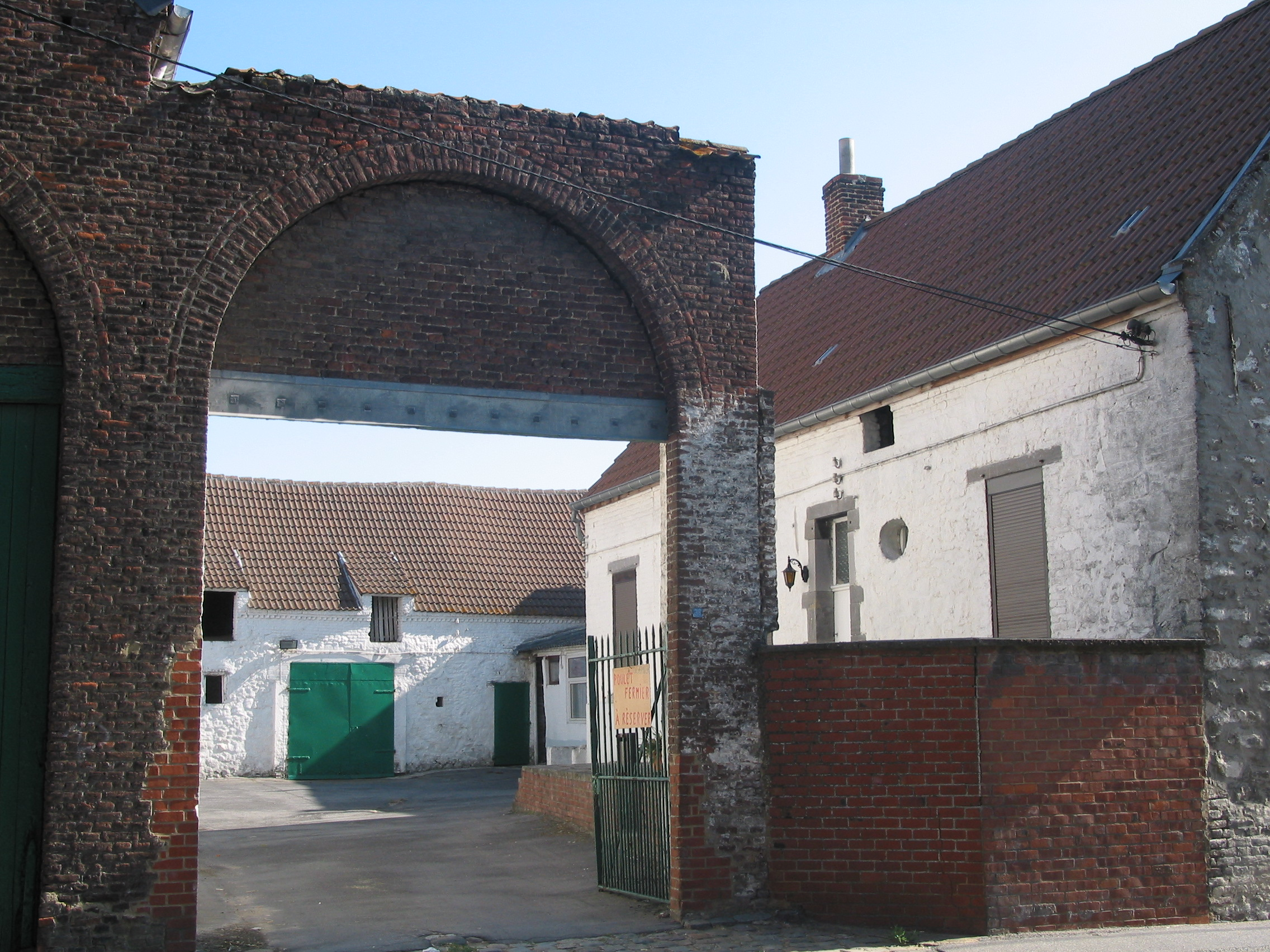
Ancienne ferme en carré et son portail.
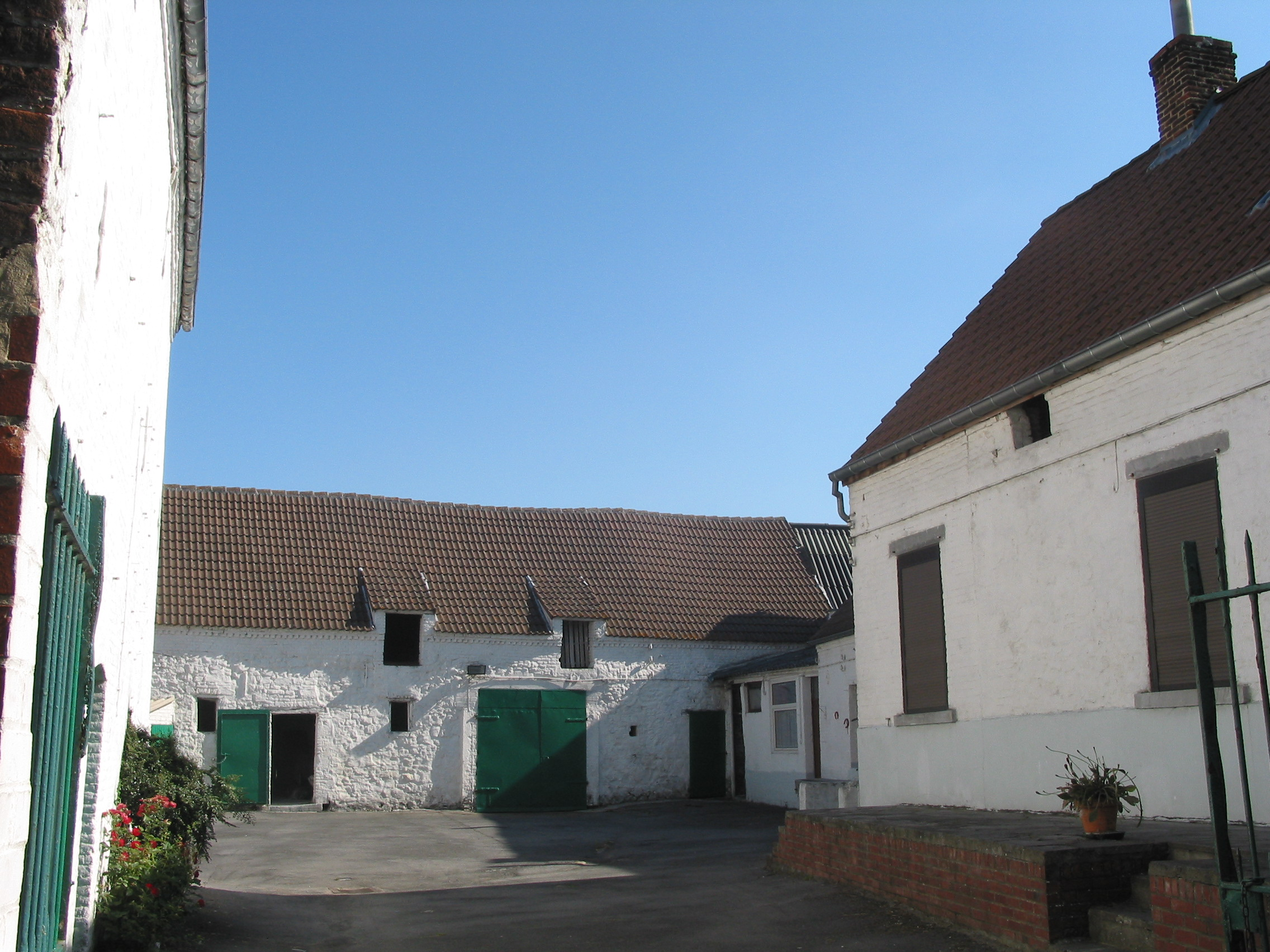
Ancienne ferme et sa cour carrée.
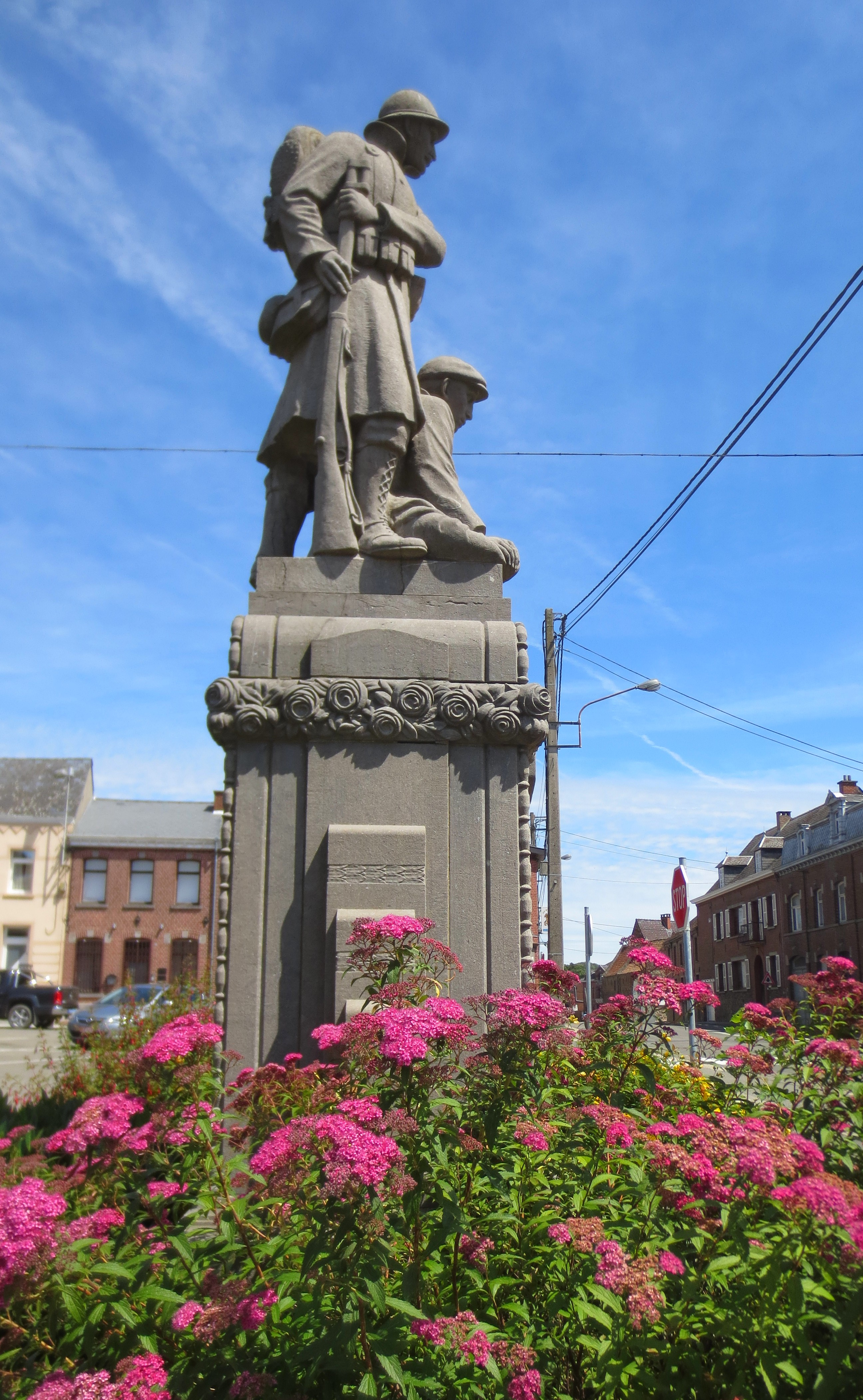
Le monument aux morts.
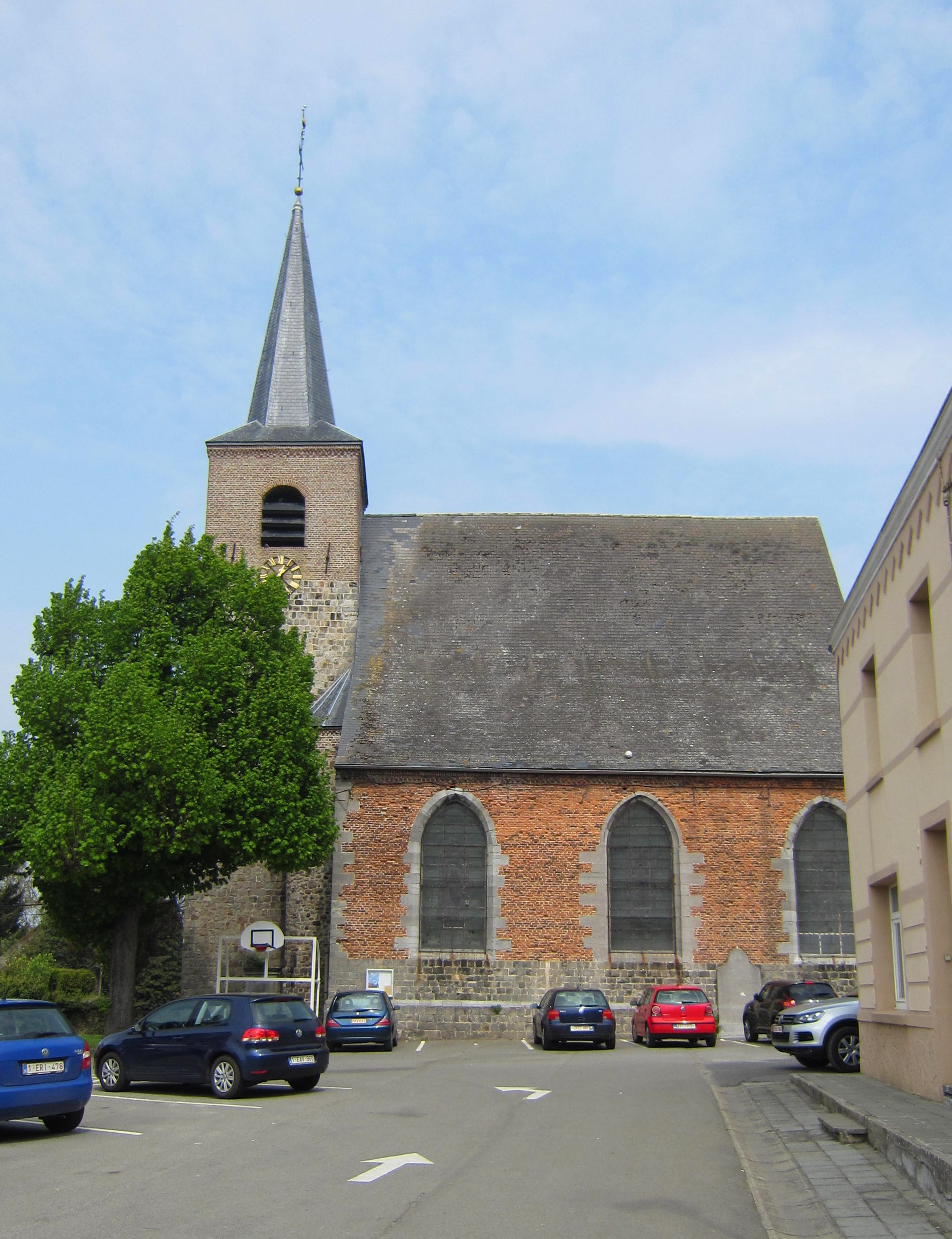
L'église.

## Personnalités originaires de Givry
- Victor Douillez, écrivain, auteur de nouvelles érotico-fantastiques.
- Boris Poignart, artiste dessinateur.
- François-Léopold Cornet, géologue.